# Bulharsko na Letních olympijských hrách 1988
Bulharsko na Letních olympijských hrách 1988 v jihokorejském Soulu reprezentovalo 171 sportovců, z toho 104 mužů a 67 žen. Nejmladší účastnicí byla Deljana Vodeničarova (14 let, 336 dní), nejstarší účastnicí byla Anelija Večernikova-Nuneva (36 let, 87 dní). Reprezentanti vybojovali 35 medailí, z toho 10 zlatých, 12 stříbrných a 13 bronzových.

## Medailisté
| Medaile | Jméno                                                       | Sport                | Disciplína                                                  |
| ------- | ----------------------------------------------------------- | -------------------- | ----------------------------------------------------------- |
| Zlato   | Christo Markov                                              | Atletika             | Muži trojskok                                               |
| Zlato   | Jordanka Donkovová                                          | Atletika             | Ženy běh na 100 metrů překážek                              |
| Zlato   | Ivailo Marinov                                              | Box                  | váha lehká muší – do 49 kg                                  |
| Zlato   | Lubomir Geraskov                                            | Sportovní gymnastika | Kůň našíř                                                   |
| Zlato   | Vaňa Geševa                                                 | Kanoistika           | ženy kajak K-1 500 metrů                                    |
| Zlato   | Taňa Dangalakova                                            | Plavání              | ženy 100 m prsa                                             |
| Zlato   | Tanju Kirjakov                                              | Sportovní střelba    | muži 10 metrů vzduchová pistole                             |
| Zlato   | Sevdalin Marinov                                            | Vzpírání             | do 52 kg                                                    |
| Zlato   | Borislav Gidikov                                            | Vzpírání             | do 75 kg                                                    |
| Zlato   | Atanas Komšev                                               | Zápas                | řecko-římský do 90 kg                                       |
| Stříbro | Stefka Kostadinovová                                        | Atletika             | Ženy skok vysoký                                            |
| Stříbro | Aleksandar Christov                                         | Box                  | váha bantamová – do 54 kg                                   |
| Stříbro | Adriana Dunavska                                            | Moderní gymnastika   | jednotlivci víceboj                                         |
| Stříbro | Antoaneta Frenkeva                                          | Plavání              | ženy 100 m prsa                                             |
| Stříbro | Vesela Lečeva                                               | Sportovní střelba    | ženy 50 metrů libovolná malorážka 3×20 ran – polohový závod |
| Stříbro | Stefan Topurov                                              | Vzpírání             | do 60 kg                                                    |
| Stříbro | Živko Vangelov                                              | Zápas                | řecko-římský do 62 kg                                       |
| Stříbro | Ivan Conov                                                  | Zápas                | volný styl do 48 kg                                         |
| Stříbro | Stojan Balov                                                | Zápas                | řecko-římský do 57 kg                                       |
| Stříbro | Rangel Gerovski                                             | Zápas                | řecko-římský do 130 kg                                      |
| Stříbro | Radka Stojanova Lalka Berberova                             | Veslování            | ženy dvojka bez kormidelníka                                |
| Stříbro | Diana Palijska Vanya Gesheva                                | Kanoistika           | ženy kajak K-2 500 metrů                                    |
| Bronz   | Cvetanka Christovová                                        | Atletika             | Ženy hod diskem                                             |
| Bronz   | Diana Dudeva                                                | Sportovní gymnastika | ženy prostná                                                |
| Bronz   | Antoaneta Frenkeva                                          | Plavání              | 200 m prsa                                                  |
| Bronz   | Aleksandar Varbanov                                         | Vzpírání             | do 75 kg                                                    |
| Bronz   | Bratan Cenov                                                | Zápas                | řecko-římský do 48 kg                                       |
| Bronz   | Simeon Šterev                                               | Zápas                | volný styl do 62 kg                                         |
| Bronz   | Rachmat Sukra                                               | Zápas                | volný styl do 74 kg                                         |
| Bronz   | Martin Marinov Georgiev                                     | Kanoistika           | C1 500 m                                                    |
| Bronz   | Vaňa Geševa Borislava Ivanova Diana Palijska Ogňana Petkova | Kanoistika           | ženy kajak K4 500 m                                         |
| Bronz   | Nikolaj Buchalov                                            | Kanoistika           | C1 1000 m                                                   |
| Bronz   | Magdalena Georgievová                                       | Veslování            | skif                                                        |
| Bronz   | Stefka Madinova Violeta Ninovova                            | Veslování            | dvojskif                                                    |
| Bronz   | Manuela Malejevová                                          | Tenis                | Ženy dvouhra                                                |